# Bielewicze (rejon smorgoński)
Bielewicze (biał. Белевічы; ros. Белевичи) − wieś na Białorusi, w obwodzie grodzieńskim, w rejonie smorgońskim, w sielsowiecie Korzenie.

## Historia
W czasach zaborów wieś włościańska w gminie Smorgonie, w powiecie oszmiańskim, w guberni wileńskiej Imperium Rosyjskiego. W 1866 roku liczyła 58 dusz rewizyjnych. Należała do dóbr skarbowych Łotygol. W 1905 roku liczyła 187 mieszkańców, 314 dziesięcin.
W latach 1921–1945 wieś leżała w Polsce, w województwie wileńskim, w powiecie oszmiańskim, w gminie Smorgonie.
W 1931 wieś w 43 domach zamieszkiwało 200 osób.
Wierni należeli do parafii rzymskokatolickiej w Daniszewie i prawosławnej w Smorgoniach. Miejscowość podlegała pod Sąd Grodzki w Smorgoniach i Okręgowy w Wilnie; właściwy urząd pocztowy mieścił się w Smorgoniach.
Po II wojnie światowej w granicach Związku Sowieckiego.  Od 1991 w niepodległej Białorusi.